# Ардатовський район (Мордовія)
Арда́товський район (рос. Ардатовский район, ерз. Орданьбуе, мокш. Ардатовань аймак) — адміністративний і муніципальний район у складі Республіки Мордовія Російської Федерації.
Адміністративний центр — місто Ардатов.

## Географія
Район розташований на північному сході республіки, межує з територією Республіки Чувашія і Нижньогородської області. Із заходу на схід район перетинає річка Алатир. Лівий берег річки займають заболочені ділянки і ліси, землі правого берега більше залучені в сільськогосподарський оборот.
Велика частина ґрунтів району — чорноземи (близько 60 %), сірі лісові ґрунти становлять 16 %, заплавні — 11 %, дерново-підзолисті — 5 %. Близько 23,7 % площі району займають ліси, в основному змішані.

### Особливо охоронні природні території
Особливо охоронні природні території Ардатовського району:
- Ардатовський комплексний державний заказник за 10 км на північний захід від Ардатова. Створений 17.04.1967 р. з метою збереження чисельності диких копитних тварин, річкового бобра, хохулі, водоплавної дичини.
- Дубовий гай площею близько 21 га за 6 км на південний схід від селища Тургенєве.
- Модриновий гай площею близько 0,2 га в Ардатові.
- Урочище «Шмельов ставок» — ставок з дільницею лісу площею близько 21 га.
- Торф'яні болота площею близько 8 та 13 га.
- Торф'яне болото площею 45,5 га в Заводському лісництві. Місце проживання бобра і багатьох видів водоплавних птахів.
- Заболочена ділянка лісу площею 18 га, що є місцем гніздування журавлів і сірих чапель.
- Озеро «Довге» на лівому березі Алатиря навпроти села Луньга. Місце виростання водяного горіха.

## Історія
Район було створено 16 липня 1928 року.

## Населення
Населення району становить 24617 осіб (2019, 29446 у 2010, 31565 у 2002).

## Адміністративно-територіальний поділ
На території району 2 міських та 14 сільських поселень:
| Поселення                                 | Площа, км² | Населення, осіб (2002) | Населення, осіб (2010) | Населення, осіб (2019) | Центр               | Населені пункти |
| ----------------------------------------- | ---------- | ---------------------- | ---------------------- | ---------------------- | ------------------- | --------------- |
| Ардатовське міське поселення              | 33,52      | 9587                   | 9400                   | 8480                   | Ардатов             | 1               |
| Тургенєвське міське поселення             | 28,00      | 5294                   | 5260                   | 4671                   | Тургенєво           | 2               |
| Ардатовське сільське поселення            | 51,36      | 662                    | 628                    | 567                    | Ардатов             | 1               |
| Баєвське сільське поселення               | 44,87      | 1867                   | 1834                   | 1541                   | Баєво               | 2               |
| Каласевське сільське поселення            | 93,22      | 1594                   | 1261                   | 857                    | Каласево            | 5               |
| Кечушевське сільське поселення            | 102,29     | 1145                   | 896                    | 621                    | Кечушево            | 3               |
| Куракінське сільське поселення            | 71,64      | 800                    | 598                    | 390                    | Куракіно            | 6               |
| Кученяєвське сільське поселення           | 122,87     | 1458                   | 1247                   | 941                    | Кученяєво           | 4               |
| Луньгінсько-Майданське сільське поселення | 62,16      | 530                    | 419                    | 317                    | Луньгінський Майдан | 3               |
| Низовське сільське поселення              | 37,30      | 736                    | 743                    | 604                    | Низовка             | 1               |
| Октябрське сільське поселення             | 49,08      | 1341                   | 1276                   | 1024                   | Октябрський         | 4               |
| Піксясинське сільське поселення           | 24,60      | 427                    | 397                    | 280                    | Піксясі             | 1               |
| Рідкодубське сільське поселення           | 199,79     | 2554                   | 2401                   | 2017                   | Рідкодуб'є          | 11              |
| Сілінське сільське поселення              | 137,32     | 925                    | 757                    | 508                    | Сіліно              | 11              |
| Урусовське сільське поселення             | 51,91      | 1375                   | 1158                   | 876                    | Урусово             | 2               |
| Чукальське сільське поселення             | 82,68      | 1270                   | 1171                   | 923                    | Чукали              | 2               |

- 13 липня 2009 року було ліквідовано Безводинське сільське поселення та Полівське сільське поселення, їхні території увійшли до складу Кечушевського сільського поселення; було ліквідовано Малокузьминське сільське поселення, його територія увійшла до складу Куракінського сільського поселення; було ліквідовано Великополянське сільське поселення, його територія увійшла до складу Рідкодубського сільського поселення[6].
- 19 червня 2013 року було ліквідовано Луньгинське сільське поселення, його територія увійшла до складу Манадиського-2 сільського поселення; було ліквідовано Манадиське-1 сільське поселення, його територія увійшла до складу Сілінського сільського поселення; було ліквідовано Староардатовське сільське поселення, його територія увійшла до складу Октябрського сільського поселення[7].
- 17 травня 2018 року було ліквідовано Жабинське сільське поселення, його територія увійшла до складу Урусовського сільського поселення; було ліквідовано Жарьонське сільське поселення, його територія увійшла до складу Чукальського сільського поселення[8].
- 24 квітня 2019 року було ліквідовано Лісозаводське сільське поселення та Турдаковське сільське поселення, їхні території увійшли до складу Рідкодубського сільського поселення; було ліквідовано Солдатське сільське поселення, його територія увійшла до складу Сілінського сільського поселення[9].
- 19 травня 2020 року було ліквідовано Кельвядинське сільське поселення, його територія увійшла до складу Кученяєвського сільського поселення; було ліквідовано Манадиське-2 сільське поселення, його територія увійшла до складу Каласевського сільського поселення[10].

## Найбільші населені пункти
Найбільші населені пункти з чисельністю населення понад 1000 осіб:
| № | Населений пункт | Населення, осіб (2002) | Населення, осіб (2010) |
| - | --------------- | ---------------------- | ---------------------- |
| 1 | Ардатов (місто) | 9 587                  | 9 400                  |
| 2 | Тургенєво       | 5 288                  | 5 260                  |
| 3 | Баєво           | 1 862                  | 1 834                  |
| 4 | Рідкодуб'є      | 1 340                  | 1 365                  |

## Господарство

### Транспорт
В районі 218 км доріг з твердим покриттям. По території району проходить Горьківська залізниця.

### Культура
Пам'ятки району:
- Троїцька церква у селі Андріївка, пам'ятник архітектури 1751 року.
- Будинок-музей скульптора С. Д. Ерьзі (Нефедова) в селі Баїв.
- В історичному центрі міста Ардатові збереглися будинки, побудовані в XVIII—XIX ст.
- Казанська Ключевська чоловіча пустель в селищі Тургенєве.

### Освіта
В районі два училища — медичне та одне з найстаріших в Мордовії професійне ПУ № 8 ім. А. Пожарського, що існує з 1917 року.

## Персоналії
- С. Д. Ерьзя — всесвітньо відомий скульптор, народився в селі Баєво
- Д. В. Воскресенський — священник, зарахований до лику святих, народився в селі Урусово